# Niebiańskie stworzenia
Niebiańskie stworzenia (ang. Heavenly Creatures) – film fabularny nakręcony w 1994 roku przez nowozelandzkiego reżysera Petera Jacksona, znanego szerzej głównie dzięki filmowej wersji Władcy Pierścieni. Dzieło to było poważnym zwrotem w karierze reżysera, który po serii krwawych komedii gore stworzył poetycki film psychologiczny, w którym najważniejszą rolę odgrywa skomplikowany związek pomiędzy dwiema głównymi bohaterkami. Film jest oparty na sprawie morderstwa Parker-Hulme, która miała miejsce w połowie XX wieku w nowozelandzkim mieście Christchurch.

## Obsada
| Aktor           | Postać                |
| --------------- | --------------------- |
| Melanie Lynskey | Pauline Ivonne Rieper |
| Kate Winslet    | Juliet Hulme          |
| Sarah Peirse    | Honorah Mary Parker   |
| Diana Kent      | Hilda Hulme           |
| Clive Merrison  | dr Henry Hulme        |
| Simon O’Connor  | Herbert Rieper        |
| Jed Brophy      | John / Nicholas       |
| Peter Elliott   | Bill Perry            |
| Gilbert Goldie  | doktor Bennett        |
| Geoffrey Heath  | wielebny Norris       |
| Kirsti Ferry    | Wendy Rieper          |
| Ray Henwood     | profesor              |
| John Nicoll     | profesor              |
| Mike Maxwell    | profesor              |
| Raewyn Pelham   | Laura                 |

## Fabuła
Film opowiada o dwójce dziewcząt – Juliet Hulme (Kate Winslet) i Pauline Parker (Melanie Lynskey), które łączy niezwykła przyjaźń. Dziewczęta spędzają ze sobą wiele czasu, tworzą swoje własne wyimaginowane światy, których są władczyniami. Fantastyczne światy i przygody w nich przeżywane pochłaniają je tak bardzo, że zaczynają tracić kontakt z rzeczywistością. Rodziny dziewcząt są zmieszane ich związkiem i podejrzewają je o homoseksualizm. Próba rozdzielenia Juliet i Pauline kończy się jednak tragicznie, gdyż dziewczęta postanawiają zabić matkę Pauline i dokonują tego czynu przy pomocy cegły podczas wspólnej wycieczki do parku.
W filmie ciągle przeplata się rzeczywistość z fantastyką, ale najważniejszy pozostaje związek Juliet i Pauline, który został przedstawiony w subtelny i niewinny sposób. Peter Jackson nie chciał szokować widzów i dawać im prostych rozwiązań. W jego filmie nie jest całkowicie jasne czy dziewczęta łączył związek homoseksualny, czy była to tylko bardzo bliska przyjaźń. Temat zbrodni potraktowany jest z wyczuciem i reżyser pozwala widzom czuć sympatię do Juliet i Pauline i jednocześnie nie usprawiedliwiać ich czynu.